# Vier um die Frau
Vier um die Frau (Quattro intorno a una donna), intitolato inizialmente Kämpfende Herzen (Cuori in lotta), è un film muto diretto nel 1921 in Germania da Fritz Lang.
Il film era considerato perduto: fu ritrovato a San Paolo nel 1986.

## Trama
Quattro uomini si contendono una donna. Il commerciante Yquem, falsario e illusionista, compra con banconote false all'amata moglie, che lo ha sposato indotta dal padre, un collier in un covo di ricettatori gestito da Upton. Entra nel locale malfamato mascherato e conclude l'imbroglio. Individua in quel luogo un uomo che assomiglia straordinariamente a un ritratto che la moglie custodisce nella sua stanza nuziale. Si tratta in realtà del gemello, William, dell'uomo di cui la donna è innamorata, Werner Krafft, a cui ha dovuto rinunciare sposando Harry. Incuriosito, Yquem lo pedina e giunto all'elegante albergo dove lo sconosciuto alloggia gli lascia un biglietto d'invito a casa sua, falsamente firmato con il nome della moglie. William Krafft, che è un ladro inveterato e punta a impadronirsi dei gioielli di Florence, accetta e per tutta la notte la casa del commerciante è teatro di atti violenti e criminosi. A un punto ci scappa anche il morto e la polizia fa un'irruzione nell'abitazione. Florence risulta innocente, William è riconosciuto come truffatore ed è arrestato. La stessa sorte subiscono Upton e Yquem.

## Produzione
Il titolo iniziale era Kämpfende Herzen (Cuori in lotta).

## Distribuzione
Prima proiezione: Berlino, Marmorhaus, 3 febbraio 1921

### Accoglienza
Film und presse n. 516, 1921:
«La regia di Lang è artistica, sicura nell'uso degli effetti e originale nei particolari. Le scene crepuscolari e notturne hanno un'illuminazione straordinaria».

### Critica
Stefano Socci:
«Nonostante lo schematismo e una certa rigidezza teatrale il film espone, nel gioco di finzioni, l'irriducibile polarità essere-apparire. Yquem è un illusionista. Con coerenza Lang rende quello che vediamo un problema di luce, un semplice gioco di prestidigitazione».